# Europorte
Europorte est une entreprise ferroviaire française filiale du groupe Getlink (ex-groupe Eurotunnel). Elle est créée fin 2009 par la réunion de Veolia Cargo France et d'Europorte 2, ancienne filiale d'Eurotunnel spécialisée dans le fret ferroviaire.

## Descriptif
Europorte 2 est créée en 2004 par le groupe Eurotunnel. En 2004, elle a été la première entreprise privée à obtenir une licence ferroviaire française. Entreprise ferroviaire de transport de marchandises, elle est active en France depuis 2005. Le 1er décembre 2009, le groupe Eurotunnel rachète Veolia Cargo France (Europorte France, Europorte Link, Europorte proximité et Socorail), les activités de Veolia Cargo à l'étranger étant rachetées par le groupe SNCF. Eurotunnel regroupe alors l'activité fret ferroviaire d'Eurotunnel dénommée Europorte 2 et Veolia Cargo France qui deviennent Europorte. En 2010, cet ensemble Europorte intègre une société britannique, GB Railfreight,. Europorte reste une filiale de Getlink, lorsqu'Eurotunnel adopte ce nouveau nom (en 2017). C'est une activité bénéficiaire, au sein de ce groupe.
En 2011 Europorte a obtenu son propre certificat de sécurité en Belgique.
Europorte, via ses filiales, œuvre dans plusieurs domaines : la traction de trains de marchandises, la maintenance et exploitation d'infrastructures ferroviaires, la manutention sur les installations terminales embranchées (maintenance, chargement/déchargement de wagons…), maintenance de matériels roulants, ainsi que divers services spécialisés. Depuis fin 2011, Europorte exerce aussi le rôle de gestionnaire d'infrastructure délégué ferroviaire portuaire.
Le 15 novembre 2016, le Groupe Eurotunnel a finalisé la vente de sa filiale de fret ferroviaire britannique, GB Railfreight, à EQT Infrastructure II.
Depuis le 5 mars 2022, la société a obtenu le contrat de traction avec CargoBeamer France sur la liaison Cologne au port de Sète.
En septembre 2024, lors du salon InnoTrans à Berlin, ils annoncent développer une solution de suivi du fret en temps réel nommée TrackValue developée avec la societé Kerlink,.
Europorte comprend six filiales :

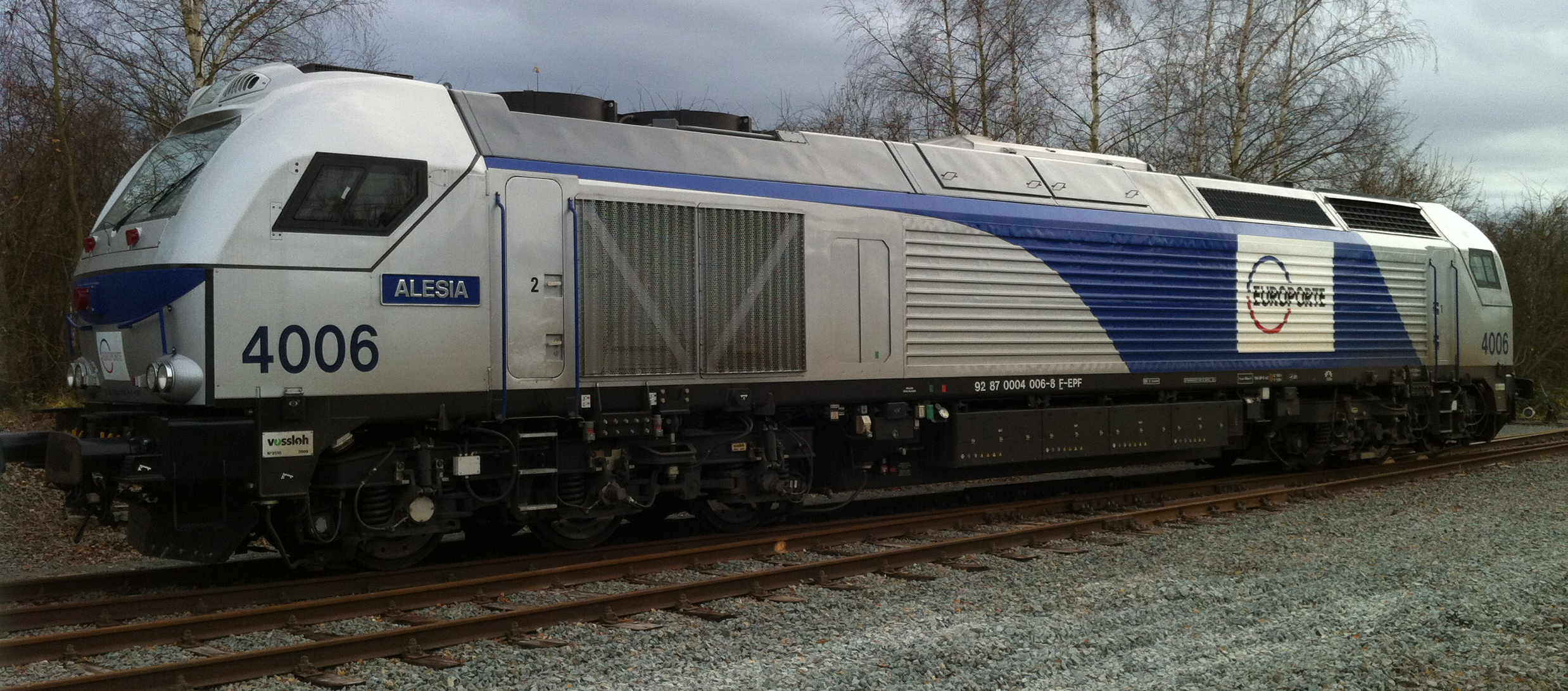
Locomotive diesel électrique Vossloh Euro 4000 d'Europorte

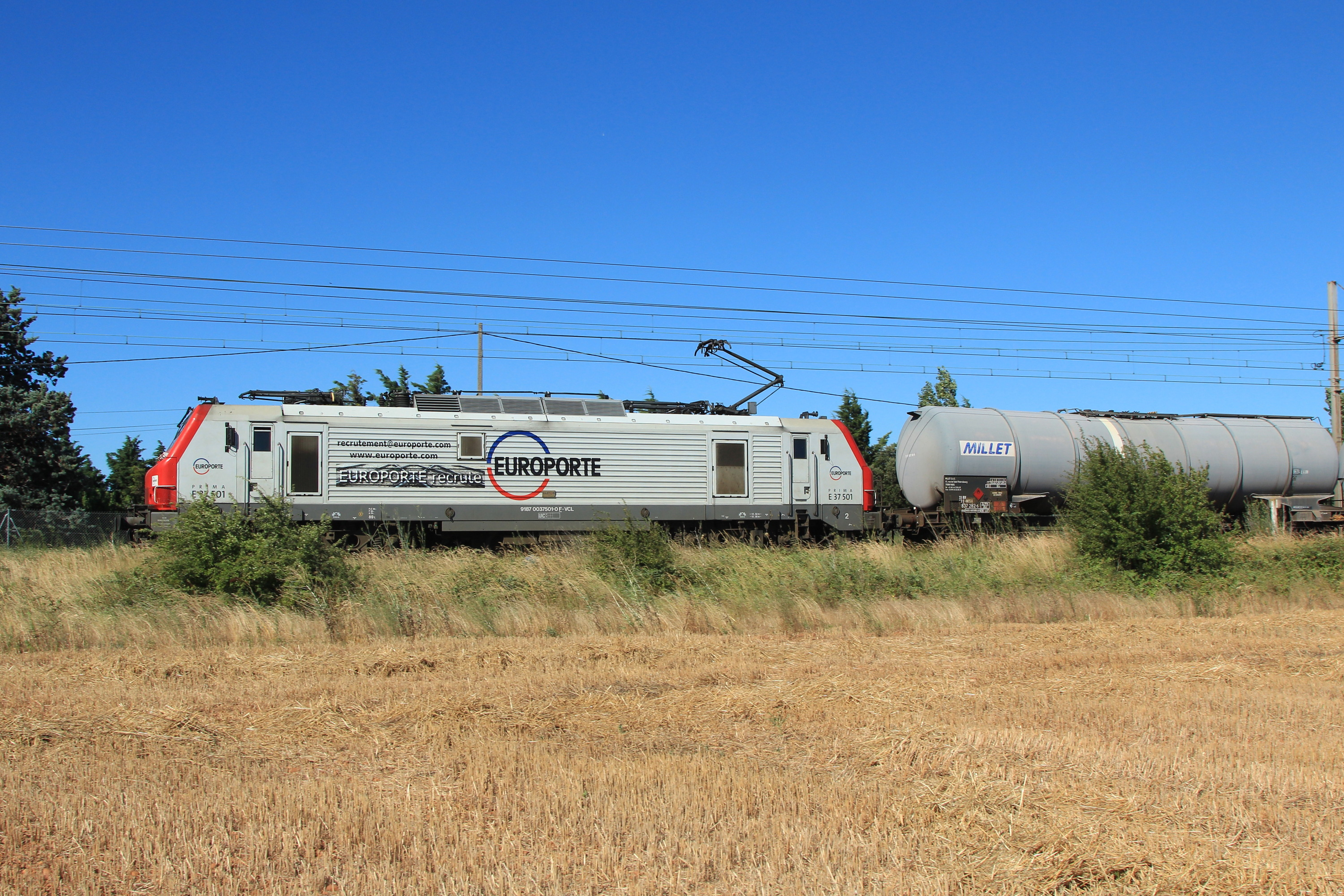
Locomotive électrique E 37501 (série E 37500) d'Europorte avec publicité "Europorte recrute" près de Jonquières-Saint-Vincent.

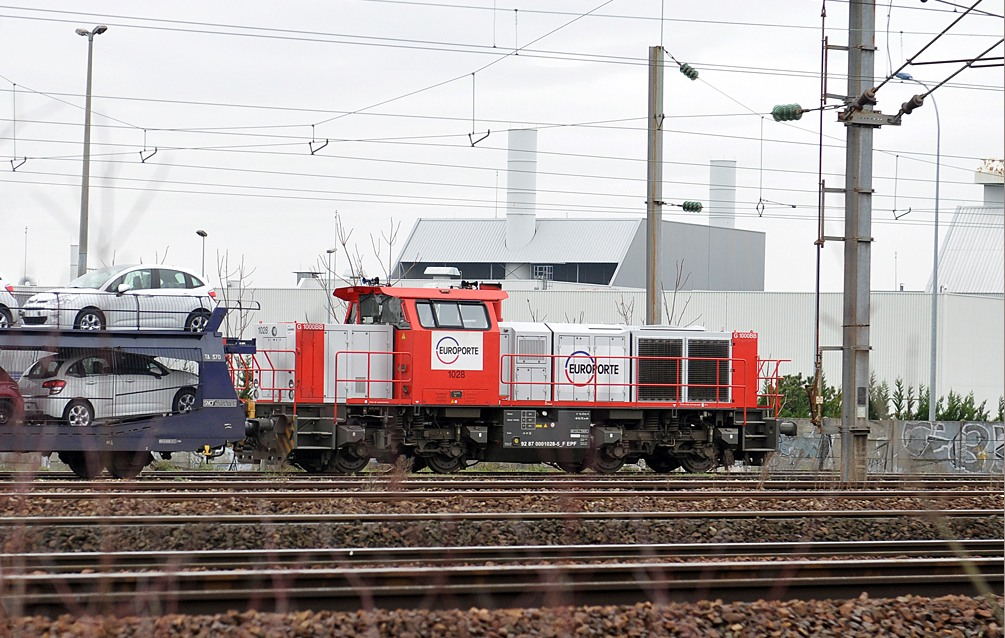

- Europorte France, anciennement Veolia Cargo France, est l'entreprise ferroviaire circulant sur le réseau ferré national français. Cette société tracte des trains de fret grandes lignes, principalement en France, mais aussi en Belgique, avec des connexions via des partenariats vers le Luxembourg, l'Allemagne, l'Italie, l'Espagne et le Royaume-Uni. Europorte France dispose de 4 agences réparties sur toute la France.
- Socorail est spécialisé dans la logistique interne aux installations terminales embranchées (manutention d'infrastructures, chargement/déchargement et maintenance de wagons…) et activités portuaires. Socorail (sous la marque Europorte Services) est devenu la première entreprise privée à exercer le rôle de gestionnaire d'infrastructure délégué ferroviaire portuaire portuaire en remportant le contrat pour le port de Dunkerque, puis en 2012 pour le port de Nantes-Saint-Nazaire ainsi que celui du Port de Strasbourg. Socorail est également présent sur les ports du Havre et Rouen pour la maintenance.
- Europorte Channel, anciennement Europorte 2, est la branche traction Transmanche. Elle réalise une liaison de trains fret entre la Grande-Bretagne (Folkestone) et la France (Fréthun) via la Tunnel sous la Manche.
- Europorte Proximité, anciennement CFTA Cargo, est spécialisé dans la traction de trains sur courtes distances sur voies secondaires. Elle œuvre aussi dans la maintenance et l'exploitation d'infrastructures et la maintenance de locomotives (Ateliers de Gray).
- Bourgogne Fret Services est un Opérateur Ferroviaire Territorial (OFT) codétenu par Europorte (67 %) et la coopérative agricole Cérévia (33 %)[11]. Cet OFT vise à mutualiser les moyens logistiques des entreprises, afin d'améliorer leur compétitivité.
- Eurosco, filiale chargée de l'achat des locomotives pour ensuite les louer dans les différentes entités du Groupe.

## Matériel roulant
Matériel roulant du groupe Europorte au 05/10/2016
| Série             | Locomotives en service | Mode de traction | Disposition essieux | Puissance | Exploitants                |
| ----------------- | ---------------------- | ---------------- | ------------------- | --------- | -------------------------- |
| E 37500           | 20                     | Électrique       | Bo'Bo               | 4,2 MW    | Europorte France           |
| Vossloh Euro 4000 | 32                     | Diesel           | Co'Co               | 2,9 MW    | Europorte France           |
| Vossloh DE 18     | 7                      | Diesel           | Bo'Bo               | 1,8 MW    | Europorte France           |
| Vossloh G2000     | 0                      | Diesel           | Bo'Bo               | 2,2 MW    | Europorte France           |
| Vossloh G1206     | 0                      | Diesel           | Bo'Bo               | 1,5 MW    | Europorte France           |
| Vossloh G1000     | 15                     | Diesel           | Bo'Bo               | 1,1 MW    | Europorte France           |
| BB 4500           | 2                      | Diesel           | BB                  | -         | Europorte France, Socorail |
| BB 4800           | 13                     | Diesel           | BB                  | 0,5 MW    | Europorte France, Socorail |
| Class 73          | 10                     | Electro-Diesel   | Bo'Bo               | 1 MW      | GB Railfreight             |
| EMD Classe 66     | 48                     | Diesel           | Co'Co               | 2,3 MW    | GB Railfreight             |
| Classe 08         | 4                      | Diesel           | -                   | -         | GB Railfreight             |
| Brush Classe 92   | 16                     | Électrique       | Co'Co               | 5,0 MW    | Europorte Channel          |
| Locotracteur      | 61                     | Diesel           | -                   | -         | Socorail                   |
| Rail/Route        | 17                     | Diesel           | -                   | -         | Socorail                   |

## Infrastructures exploitées et/ou maintenues (partiellement ou totalement) par Europorte ou Socorail
| Infrastructure | Périodes                                         |
| --- | ------------------------------------------------ |
| Port fluvial d'Arles                                                                                              |                                                  |
| Bec d'Ambès (Grand port maritime de Bordeaux)                                                                     |                                                  |
| Grand port maritime de Dunkerque,                                                                                 | 2010-?, 2019-?                                   |
| Grand port maritime du Havre                                                                                      |                                                  |
| Bassin Industriel de Lacq,                                                                                        |                                                  |
| Ligne de Laluque à Tartas                                                                                         | 2014-?                                           |
| Grand port maritime de La Rochelle,                                                                               | 2012-?                                           |
| ITE d'Hordain | 2024-?                                           |
| Port Édouard-Herriot (Lyon)                                                                                       | ?-2017, 2024-?[réf. nécessaire]                  |
| Grand port maritime de Nantes-Saint-Nazaire,                                                                      | 2011-2016,, 2016-2021                            |
| Port autonome de Strasbourg,                                                                                      | 2013-2017,, 2018-2021[réf. nécessaire] 2022-2030 |
| Lignes Berry-au-Bac - Guignicourt et Saint-Quentin - Origny-Sainte-Benoite (Aisne)                                | 2018-2021, 2021-?[réf. nécessaire]               |
| Lignes Saint-Quentin - Oiry - Esternay, Dugny - Verdun, Neufchâteau - Gironcourt et Pont-Saint-Vincent - Rosières | 2018-2021, 2021-?[réf. nécessaire]               |

| Infrastructure                                       | Périodes   |
| ---------------------------------------------------- | ---------- |
| Grand port maritime de Bordeaux (Site de Bassens)    | 2012-2020  |
| Grand port maritime de Bordeaux (Terminal du verdon) | 2015-2016, |
| Grand port maritime du Havre,                        |            |
| Ports de Paris                                       | 2012-?,    |